# Mississauga-Sud (circonscription provinciale)
Pour les articles homonymes, voir Mississauga-Sud et Mississauga.
Circonscription électorale provinciale du Canada
Mississauga-Sud est une ancienne circonscription provinciale de l'Ontario représentée à l'Assemblée législative de l'Ontario de 1975 à 2018.

## Géographie
La circonscription comprenait dans la région du grand Toronto, plus précisément dans la ville de Mississauga sur les berges du lac Ontario.
Les circonscriptions limitrophes étaient Etobicoke—Lakeshore, Mississauga-Est—Cooksville, Mississauga—Erindale et Oakville.

## Historique
| Législature                                         | Années    | Député           | Député          | Parti                     |
| --------------------------------------------------- | --------- | ---------------- | --------------- | ------------------------- |
| 30e                                                 | 1975-1977 |                  | Douglas Kennedy | Progressiste-conservateur |
| 31e                                                 | 1977-1981 |                  | Douglas Kennedy | Progressiste-conservateur |
| 32e                                                 | 1981-1985 |                  | Douglas Kennedy | Progressiste-conservateur |
| 33e                                                 | 1985-1987 | Margaret Marland |                 | Progressiste-conservateur |
| 34e                                                 | 1987-1990 | Margaret Marland |                 | Progressiste-conservateur |
| 35e                                                 | 1990-1995 | Margaret Marland |                 | Progressiste-conservateur |
| 36e                                                 | 1995-1999 | Margaret Marland |                 | Progressiste-conservateur |
| 37e                                                 | 1999-2003 | Margaret Marland |                 | Progressiste-conservateur |
| 38e                                                 | 2003-2007 |                  | Tim Peterson    | Libéral                   |
| 38e                                                 | 2007-2007 |                  | Tim Peterson    | Indépendant               |
| 38e                                                 | 2007-2007 |                  | Tim Peterson    | Progressiste-conservateur |
| 39e                                                 | 2007-2011 |                  | Charles Sousa   | Libéral                   |
| 40e                                                 | 2011-2014 |                  | Charles Sousa   | Libéral                   |
| 41e                                                 | 2014-2018 |                  | Charles Sousa   | Libéral                   |
| Circonscription dissoute dans Mississauga—Lakeshore |           |                  |                 |                           |

## Circonscription fédérale
Depuis les élections provinciales ontariennes du 4 octobre 2007, l'ensemble des circonscriptions provinciales et des circonscriptions fédérales sont identiques.